# اسلام‌آباد (مرودشت)
اسلام‌آباد یا شهرک خارا، روستایی از توابع بخش مرکزی شهرستان مرودشت در استان فارس ایران است. نام محلی ان شرکت خارا است و ساکنان آن از تخریب دو روستای گروازجان و مالنجان به این مکان نقل مکان کرده‌اند.

## جمعیت
این روستا در دهستان رامجرد یک قرار دارد و براساس سرشماری مرکز آمار ایران در سال ۱۳۸۵، جمعیت آن ۷۹۵ نفر (۱۸۲ خانوار) بوده‌است.